# Roses of Prince Charlie
Roses of Prince Charlie est une chanson folklorique écossaise moderne composé par Ronnie Browne de The Corries. Il a été écrit vers 1973 et est apparu dans leur album sorti en 1974, « Live From Scotland Volume 1 ».
Le titre de cette chanson parle du symbole de Charles Edward Stuart, qui était une rose blanche. Les mots stimule le nationalisme de l'Écosse, et traite de l'espoir quant à l'avenir prometteur.